# 続 夫婦百景
『続 夫婦百景』（ぞくふうふひゃっけい）は、1958年公開の日本映画。白黒、シネマスコープ・サイズ。月丘夢路、大坂志郎主演。同年の3月18日に公開された『夫婦百景』の好評を受けて製作された続編。主なキャスト、スタッフは前作とほぼ同じである。

## キャスト
- 大川みはる - 月丘夢路
- 大川蒼馬 - 大坂志郎
- 倉田ノリ子 - 浅丘ルリ子
- 倉田達夫 - 岡田眞澄
- 誉田松江 - 山根寿子
- 河内明 - 青山恭二
- 樽井詮造 - 長門裕之
- 樽井みね子 - 丘野美子
- 秋月シマ子 - 市川翠扇
- 秋月信一 - 沢本忠雄
- 泥棒の亭主 - 小沢昭一
- 泥棒の女房 - 菅井きん
- 政吉 - 西村晃
- 政吉の妻 菊 - 小園蓉子
- 上条啓子 - 中原早苗
- 大野木修 - 待田京介

## スタッフ
- 監督 : 井上梅次
- 企画 : 山本武
- 原作 : 獅子文六
- 脚色 : 斎藤良輔
- 音楽 : 黛敏郎
- 撮影 : 岩佐一泉
- 照明 : 藤林甲
- 編集 : 鈴木晄
- 美術 : 中村公彦
- 録音 : 橋本文雄
- 製作主任 : 栗林正敏
- 製作・配給 : 日活

## ロケ地
- 国鉄（現ＪＲ）総武線の亀戸駅南側の国道１４号線と、総武線から分岐した越中島支線が交差する辺りに、樽井夫婦の住居。（江東区亀戸２丁目）